# Río Ojota
El río Ojota  (en ruso: Охота, literalmente caza, procedente de una palabra que en tungus significa «río») es un corto río costero de la costa asiática de Rusia, que fluye hacia el norte hasta desaguar en el mar de Ojotsk en la ciudad y puerto de Ojotsk. Administrativamente, discurre íntegramente por el krai de Jabárovsk. El río Ojota tiene 393 km de largo y drena una cuenca de 19.100 km². Se congela desde principios de noviembre a mayo. La capa de nieve en el valle puede durar hasta finales de junio. Al este se encuentra, casi en paralelo, el río Kujtui y luego la cordillera Kujtui. Al oeste, está el corto río Urak y al norte de éste, la cordillera Yudoma. Al norte de su cabecera, en el otro lado de la cordillera Suntar-Jayata, otro río corre hacia el norte hasta unirse al río Indigirka cerca Omyakon.
Nace nominalmente en la cordillera Suntar-Jayata, a unos 1280 metros sobre el nivel del mar, de la confluencia del Ojota Izquierda y Ojota Derecho. Se trata de dos pequeños ríos de montaña, de unos 10 km de largo que nacen a una altitud de 1.800 - 2.000 m. Primero el río es un arroyo de montaña, para después fluir a lo largo de un amplio valle con el río Kujtui, entre las cordilleras de Yudom y Kujtu. Se une al río Kujtui para formar el puerto de Ojotsk, que está separada del mar por una lengua de arena. En 1810, el río helado cortó una nueva boca a través del espigón en Novoye Ustye.
Las orillas del río son boscosas en su mayoría. Hay una importante desove de salmón. El curso bajo del río es navegable para embarcaciones pequeñas.
Puesto que no hay porteos fáciles hasta el río Ojota, los rusos generalmente se acercaron a la ciudad de Ojotsk desde el río Urak o desde el río Ulya, al oeste. La única ruta principal que utiliza el Ojota discurre desde la esquina del río Yudoma, a unos 100 km del Portage Ojotsk, hasta el Ojota, a unos 100 km al norte de su boca. Había algo de pasto a lo largo del río, pero no lo suficiente para mantener a muchos caballos yakutsk durante el invierno. Los alerces de las riberas fueron cortados y sacados flotando río abajo para la construcción naval. Alrededor de 1750 había 37 familias campesinas y desde 1735 unos pocos ganaderos yakut .

## Historia
El primer ruso que alcanzó la desembocadura del río Ojota por mar fue Iván Moskvitin, al frente de una partida de reconocimiento que había partido de Yakutsk en mayo de 1639 y que desdendiendo por el río Ulya alcanzó en agosto de ese mismo año las costas del mar de Ojotsk. Luego el 1 de octubre, con 20 hombres, navegó hacia el este durante tres días y llegó a la desembocadura del río Ojota.